# Les Monts-Verts
Les Monts-Verts is een gemeente in het Franse departement Lozère (regio Occitanie) en telt 335 inwoners (1999). De plaats maakt deel uit van het arrondissement Mende.

## Geografie
De oppervlakte van Les Monts-Verts bedraagt 30,4 km², de bevolkingsdichtheid is 11,0 inwoners per km².

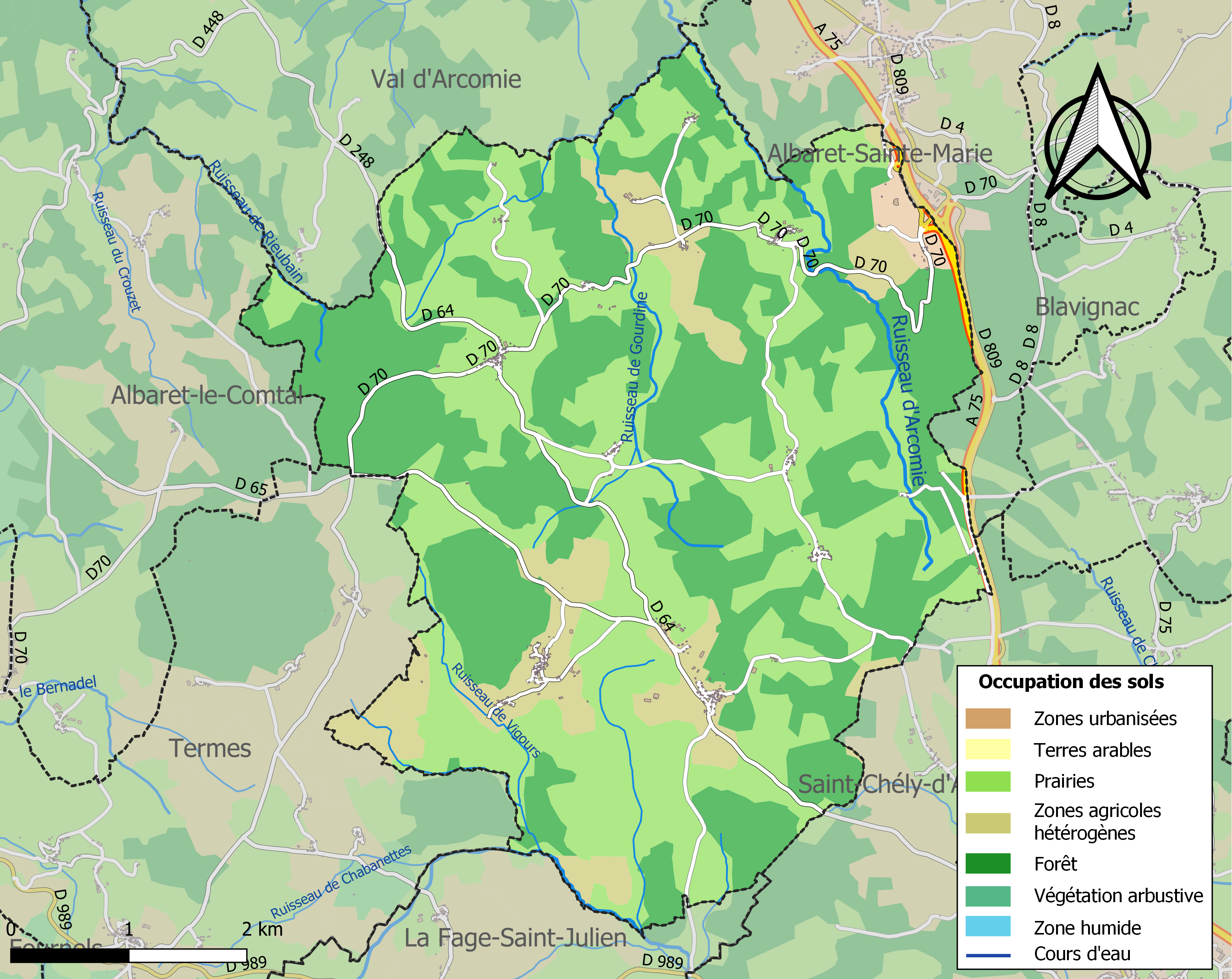
Kaart van de gemeente met de belangrijkste infrastructuur, bodemgebruik en omliggende gemeenten

## Demografie
Onderstaande figuur toont het verloop van het inwonertal (bron: INSEE-tellingen).

1. ↑  Populations de référence 2022.